# Shima Seien
Shima Seien (島成園) (1892-1970) est une artiste nihonga de l'ère Taishō et Shōwa au Japon.

## Biographie
Née à Sakai en 1892, Shima Seien s'installe vers l'âge de 13 ans, avec sa famille, dans le quartier de Shimanouchi (島之内 (ja)) à Osaka. Elle apprend à peindre seule, tout en aidant son frère dans son travail de design, puis elle étudie aux côtés de Kitano Tsunetomi (北野恒富) et Noda Kyūho (野田九浦). Mariée en 1921, elle s'installe en Mandchourie en 1927 et rentre au Japon à la fin de la guerre,,.
Elle a passé toutes ses années d'activité en tant que peintre à Osaka. Elle a imprimé sa marque très tôt en étant acceptée pour la 6e exposition d'art Bunten alors qu'elle n'avait que vingt ans et a attiré l'attention pour son travail sensationnel qui transcendait le domaine de la bijinga (belle image de femme).

## Œuvre
Shima Seien est récompensée pour Soirée à Sōemonchō (宗右衛門町の夕) à la sixième exposition de Bunten en 1913, puis pour Festival Attire (祭りのよそほひ) à la septième Bunten et pour Artlessness (稽古のひま)  lors de la neuvième exposition de Bunten.
Elle est une des rares artistes femmes qui a lutté contre les préjugés et les violences faites aux femmes. Son autoportrait de 1918 Untitled (無題) - sans titre - réalisé à 26 ans, la montre assise par terre devant un tableau inachevé, les cheveux ébouriffés, avec une énorme ecchymose sur le visage et regardant le spectateur droit dans les yeux. Plutôt que d'utiliser un modèle, Shima a étudié son propre visage dans un miroir en travaillant sur cette peinture. L'ecchymose, a-t-elle dit, était le symbole des nombreux abus régulièrement infligés aux femmes par les hommes.
Il s'agit de l'une de ses trois œuvres désignées comme biens culturels municipaux d'Osaka,.